# Lista de treinadores do Joinville Esporte Clube
Este artigo contém uma lista em ordem cronológica, provavelmente incompleta, de treinadores do Joinville Esporte Clube.

## Ordem cronológica
Legenda:
     Treinador efetivo
     Treinador interino
 Ascensão
 Rebaixamento
| Treinador                 | Período   | Principais feitos                                                         |
| ------------------------- | --------- | ------------------------------------------------------------------------- |
| Alcino Simas              | 1976      | Campeão do Campeonato Catarinense de 1976                                 |
| 1977: Dados indisponíveis |           |                                                                           |
| Marinho Rodrigues         | 1978      | Campeão do Campeonato Catarinense de 1978                                 |
| Orlando Peçanha           | 1979      |                                                                           |
| Carlos Froner             | 1979      | Campeão do Campeonato Catarinense de 1979                                 |
| Natanael Ferreira         | 1980      | Campeão do Campeonato Catarinense de 1980                                 |
| Diede Lameiro             | 1981      | Campeão do Campeonato Catarinense de 1981                                 |
| Joel Castro Flores        | 1982      | Campeão do Campeonato Catarinense de 1982                                 |
| Lauro Búrigo              | 1983      | Campeão do Campeonato Catarinense de 1983                                 |
| Jorge Ferreira            | 1984      | Campeão do Campeonato Catarinense de 1984                                 |
| Vanderlei Paiva           | 1984      |                                                                           |
| João Francisco            | 1985      | Campeão do Campeonato Catarinense de 1985                                 |
| Vanderlei Paiva           | 1985      |                                                                           |
| Vail Mota                 | 1985      |                                                                           |
| Norberto Lopes            | 1986      |                                                                           |
| Hélio dos Anjos           | 1986      |                                                                           |
| Edu Coimbra               | 1987      | Campeão do Campeonato Catarinense de 1987                                 |
| Carlos Froner             | 1988      |                                                                           |
| Geraldo Damasceno         | 1988      |                                                                           |
| Hélio dos Anjos           | 1988–1989 |                                                                           |
| Vicente Arenari           | 1990      |                                                                           |
| Lauro Búrigo              | 1991      |                                                                           |
| Ademir Mello              | 1991      |                                                                           |
| 1992: Dados indisponíveis |           |                                                                           |
| José Galli Neto           | 1993      |                                                                           |
| 1994: Dados indisponíveis |           |                                                                           |
| Dé Aranha                 | 1995      |                                                                           |
| Paulinho de Almeida       | 1995      |                                                                           |
| Abel Ribeiro              | 1995      |                                                                           |
| Raffaele Graniti          | 1996      |                                                                           |
| José Galli Neto           | 1997–1998 |                                                                           |
| Wagner Oliveira           | 1998      |                                                                           |
| Orlando Bianchini         | 1998      |                                                                           |
| Paulo Bonamigo            | 1998–2000 |                                                                           |
| Arthur Neto               | 2000      | Campeão do Campeonato Catarinense de 2000                                 |
| Leandro Campos            | 2000      |                                                                           |
| Abel Ribeiro              | 2000–2001 |                                                                           |
| Arthur Neto               | 2001      | Campeão do Campeonato Catarinense de 2001                                 |
| Roberto Cavalo            | 2001      |                                                                           |
| Vanderlei Paiva           | 2001      |                                                                           |
| Humberto Ramos            | 2002      |                                                                           |
| Luís Antônio Zaluar       | 2002      |                                                                           |
| Arnaldo Lira              | 2003      |                                                                           |
| Carbone                   | 2003      |                                                                           |
| Roberto Gaúcho            | 2003      |                                                                           |
| Ademir Fonseca            | 2003      |                                                                           |
| Edson Gaúcho              | 2004      |                                                                           |
| Luiz Carlos Cruz          | 2004      |                                                                           |
| José Galli Neto           | 2004      |                                                                           |
| Ademir Fonseca            | 2004      |                                                                           |
| Vágner Benazzi            | 2005      | Campeão da Seletiva Catarinense (Série A2) de 2005                        |
| Arthur Neto               | 2006      |                                                                           |
| Sérgio Ramírez            | 2006      |                                                                           |
| Wagner Oliveira           | 2006      | Campeão da Seletiva Catarinense (Divisão Especial) de 2006                |
| Gilmar Iser               | 2006–2007 | Campeão da Seletiva Catarinense (Divisão Especial) de 2007                |
| Guilherme Macuglia        | 2007      |                                                                           |
| Itamar Schülle            | 2007      |                                                                           |
| Luiz Carlos Barbieri      | 2007      |                                                                           |
| Sérgio Ramírez            | 2007      |                                                                           |
| Wagner Oliveira           | 2007      |                                                                           |
| Waldemar Lemos            | 2008      |                                                                           |
| Agenor Piccinin           | 2008      |                                                                           |
| Leandro Campos            | 2009      |                                                                           |
| Gelson Silva              | 2009      |                                                                           |
| Sérgio Ramírez            | 2009      | Campeão da Copa Santa Catarina de 2009 e da Recopa Sul-Brasileira de 2009 |
| Edinho                    | 2010      |                                                                           |
| Leandro Machado           | 2010      | 4º colocado na Série D de 2010                                            |
| Sérgio Ramírez            | 2010      |                                                                           |
| Giba                      | 2011      |                                                                           |
| Arturzinho                | 2011      | Campeão da Série C de 2011 e da Copa Santa Catarina de 2011               |
| Mauro Ovelha              | 2011      |                                                                           |
| Luiz Gonzaga Milioli      | 2011      |                                                                           |
| Argel Fucks               | 2012      |                                                                           |
| Leandro Campos            | 2012      |                                                                           |
| Marcelo Serrano           | 2012      |                                                                           |
| Arthur Neto               | 2012      | Campeão da Copa Santa Catarina de 2012                                    |
| Arturzinho                | 2013      |                                                                           |
| Ricardo Drubscky          | 2013      |                                                                           |
| Sérgio Ramírez            | 2013      | Campeão da Copa Santa Catarina de 2013                                    |
| Hemerson Maria            | 2014–2015 | Campeão da Série B de 2014                                                |
| Adílson Batista           | 2015      |                                                                           |
| PC Gusmão                 | 2015–2016 | 20° colocado no Brasileiro de 2015 - Série A                              |
| Hemerson Maria            | 2016      |                                                                           |
| Lisca                     | 2016      |                                                                           |
| Ramon Menezes             | 2016      | 17° colocado no Brasileiro de 2016 - Série B                              |
| Fabinho Santos            | 2017      |                                                                           |
| Pingo                     | 2017      |                                                                           |
| Rogério Zimmermann        | 2018      |                                                                           |
| Matheus Costa             | 2018      |                                                                           |
| Márcio Fernandes          | 2018      |                                                                           |
| Wagner Lopes              | 2018      |                                                                           |
| Pedrinho Maradona         | 2018      | 20° colocado no Brasileiro de 2018 - Série C                              |
| Zé Teodoro                | 2019      |                                                                           |
| Felipe Surian             | 2019      |                                                                           |
| Danilo Portugal           | 2019      |                                                                           |
| Pedro Medeiros            | 2019      |                                                                           |
| Fabinho Santos            | 2019–2020 |                                                                           |
| Vinícius Eutrópio         | 2020–2021 | Campeão da Copa Santa Catarina de 2020 e da Recopa Catarinense de 2021    |
| Leandro Zago              | 2021      |                                                                           |
| Paulo Massaro             | 2022      |                                                                           |
| Gilmar Dal Pozzo          | 2022      |                                                                           |
| Jerson Testoni            | 2022      |                                                                           |
| Júlio César Nunes         | 2023      |                                                                           |
| Marcelo Martelotte        | 2023      |                                                                           |
| Fabinho Santos            | 2023–2024 |                                                                           |
| Ney Franco                | 2024      |                                                                           |
| Hemerson Maria            | 2025–     |                                                                           |